# Queen's Quarterly
Queen's Quarterly est un magazine littéraire primé publié par l'Université Queen's. Fondé en 1893, il s'agit de l'un des plus anciens magazines du Canada. Le journal publie des articles, des essais, des critiques, des nouvelles et de la poésie. Le magazine publie quatre numéros par an. Certains des principaux fondateurs de Queen's Quarterly sont George Munro Grant, Sanford Fleming et John Watson.